# Gerhard Himmel
Gerhard Himmel (* 12. Mai 1965 in Hanau) ist ein ehemaliger deutscher Ringer.

## Werdegang
Gerhard Himmel wuchs in Großkrotzenburg auf und begann als Jugendlicher beim SRV Großkrotzenburg mit dem Ringen. 1983 wurde er deutscher Jugendmeister und 1983, 1984 auch deutscher Juniorenmeister im griechisch-römischen Stil. Bei den Junioren-Weltmeisterschaften 1983 belegte er den 2. Platz in der Klasse bis 87 kg Körpergewicht und war auf dem Weg zum Weltklasseringer, als er 1985 bei einem Autounfall schwer verletzt wurde und seine Ringerlaufbahn unterbrechen musste. Nach seiner Genesung konnte er erst 1986 wieder in das Ringergeschehen eingreifen. Er rang zwischenzeitlich für Einigkeit Aschaffenburg-Damm und dann für den AC Bavaria Goldbach. Den Sprung in die Weltspitze schaffte er 1988. Er gewann eine olympische Silbermedaille im Schwergewicht und wurde 1989 Weltmeister. 1990 beendet Gerhard Himmel, im Alter von erst 25 Jahren seine internationale Ringerlaufbahn des Studiums wegen. Für den Gewinn der Silbermedaille bei den Olympischen Spielen 1988 erhielt er das Silberne Lorbeerblatt.
Sein Studium der Betriebswirtschaftslehre führte ihn u. a. auch in die Schweiz (Universität St. Gallen) und in die USA (University of Iowa). Er schloss dieses erfolgreich ab, promovierte (Dr.oec.) und startete seine berufliche Laufbahn bei einem deutschen Chemiekonzern.

## Internationale Erfolge
| Jahr | Platz  | Wettbewerb                               | Gewichtsklasse | |
| 1983 | 2.     | Junioren-WM in Oak Lawn/USA              | bis 87 kg      | hinter Zauri Iwanoschwili, UdSSR und vor Greg Zwilling, USA |
| 1986 | 12.    | EM in Athen                              | Schwer         | nach Niederlagen gegen Dusan Masar, CSSR und Vasile Andrei, Rumänien |
| 1986 | 5.     | WM in Budapest                           | Schwer         | mit Siegen über Hector Milian, Kuba, Dennis Koslowski, USA, Tsutomi Kondo, Japan und Panajotis Pikilidis, Griechenland und Niederlagen gegen Ilija Georgiew, Bulgarien und Tamás Gáspár, Ungarn |
| 1987 | 7.     | EM in Tampere                            | Schwer         | mit Siegen über Istvan Illes, Ungarn und Franz Marx, Österreich und Niederlagen gegen Igor Kanygin, UdSSR und Jörg Kotte, DDR                                                                   |
| 1987 | 4.     | FILA-Grand Prix Turnier                  | Schwer         | hinter Vasile Andrei, Hector Milian, Josef Tertelj, Jugoslawien und vor Ilija Georgiew und Istvan Illes                                                                                         |
| 1987 | 9.     | WM in Clermont-Ferrand                   | Schwer         | mit Siegen über Belmer, Frankreich und Hannula, Finnland und Niederlagen gegen Ilija Georgiew und Dennis Koslowski                                                                              |
| 1988 | 3.     | Großer Preis der BRD in Neuss            | Schwer         | hinter Guram Guduschauri, UdSSR und Vasile Andrei und vor Andrzej Wroński, Polen, Tibor Kovács, Ungarn und Dusan Masar                                                                          |
| 1988 | 3.     | EM in Kolbotn/Norwegen                   | Schwer         | mit Siegen über Kotte, Möller, Schweden, Andrej Dimitrow, Bulgarien und einer Niederlage gegen Anatoli Fedorenko, UdSSR                                                                         |
| 1988 | Silber | OS in Seoul                              | Schwer         | mit Siegen über Sören Claesson, Schweden, Ambroise Sarr, Senegal, Gaspar, Young Tai-Yu, Korea, Ilja Georgiew, Bulgarien und einer Niederlage gegen Wronski                                      |
| 1989 | 1.     | „Werner-Seelenbinder-Turnier“ in Leipzig | Schwer         | vor Dusan Masar, CSSR, Zbigniew Kuznicki, Polen und Ferenc Takács, Ungarn |
| 1989 | 4.     | EM in Oulu/Finnland                      | Schwer         | mit Siegen über Alexander Enew, Bulgarien und Keji Manni, Finnland und Niederlagen gegen Ion Ieremiciuc, Rumänien und Wjatscheslaw Klimenko, UdSSR                                              |
| 1989 | 1.     | WM in Martigny/Schweiz                   | Schwer         | mit Siegen über Oesch, Schweiz, Johnsson, USA, Federenko, UdSSR, Ferenc Takács, Ungarn und Ilija Georgiew, Bulgarien                                                                            |
| 1989 | 1.     | Welt-Cup in Budapest                     | Schwer         | mit Siegen über Ferenc Takács, Ungarn u. Ilija Georgiew |

## Erläuterungen
- Alle Wettbewerbe im griechisch-römischen Stil
- Schwergewicht = damals Gewichtsklasse bis 100 kg Körpergewicht
- OS = Olympische Spiele, WM = Weltmeisterschaften, EM = Europameisterschaften

## Deutsche Meisterschaften
| Jahr | Platz | Stil | Gewichtsklasse |                                                                             |
| 1986 | 3.    | GR   | Schwer         | hinter Fritz Gerdmeier, Aschaffenburg und Günter Schmid                     |
| 1988 | 1.    | GR   | Schwer         | vor Raymund Edfelder, Bad Reichenhall und Oliver Pfaff, Mömbris-Königshofen |
| 1989 | 1.    | GR   | Schwer         | vor Edfelder und Karl-Heinz Heinze                                          |
| 1990 | 1.    | GR   | Schwer         | vor Leo Sawadsky und Peter Walz                                             |